# Allapur, Jevargi
Allapur là một làng thuộc tehsil Jevargi, huyện Gulbarga, bang Karnataka, Ấn Độ.